# Eine Grabrede aus dem Jahre 1609

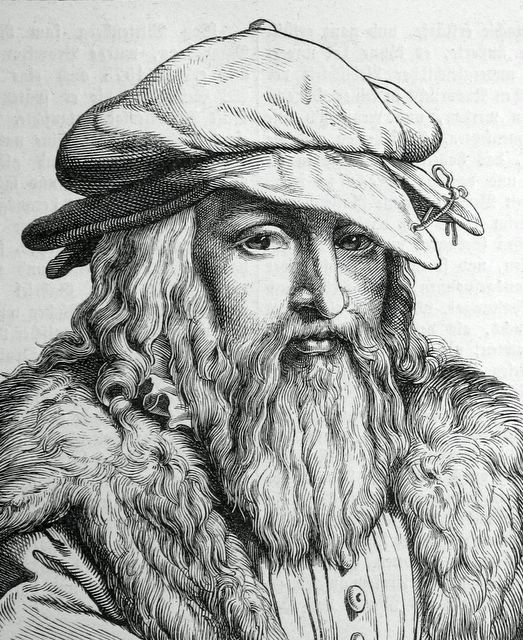
Hugo Bürkner (1854):
Georg Rollenhagen

Eine Grabrede aus dem Jahre 1609 ist eine historische Novelle von Wilhelm Raabe, die Anfang September 1862 entstand und im selben Jahr in Horns Monatsschrift „Die Maje“ bei Julius Niedner in Wiesbaden erschien. Die Buchausgabe kam 1865 bei Otto Janke in Berlin innerhalb der Sammlung „Ferne Stimmen“ heraus. Nachauflagen hat Raabe 1896, 1901 und 1905 erlebt. Nach Meyen war bis 1973 eine Besprechung aus den Jahren 1961 und 1962 in Japanisch bekannt.
In seiner Grabrede auf Georg Rollenhagen bezieht sich Raabe auf eine „kurtze Leichpredigt“ Aaron Burckharts, gehalten am Himmelfahrtstag 1609 in der St. Ulrichskirche zu Magdeburg. Der Autor übernimmt Passagen des Predigers zu St. Ulrich und trifft auch in eigenen Textabschnitten die Sprache zu Anfang des 17. Jahrhunderts.

## Inhalt
Erzählt werden Begebenheiten aus dem Leben des Verstorbenen. Zum Beispiel 1542, im Geburtsjahr des kleinen Georg, stört den krank liegenden Vater in Bernau das Geschrei seines Kindleins. Also schleppt die Mutter ihren Georg überall mit hin. Auf dem Rain neben dem Getreidefeld legt sie ihn auf den Jacken der Schnitter ab und begibt sich aufs Feld. Ein Wolf schleicht sich an Georg heran. Die Mutter kann das Raubtier gerade noch vertreiben. 1550 wird der Kleine, an der Pest erkrankt, „abgesondert gehalten“. Der Junge überlebt.
Ab 1558 führt den Scholaren das Wanderleben über Leipzig und Halle nach Mansfeld. Zum ersten Mal in seinem Leben mischt sich Georg mit einer kleinen Streitschrift in den Pfaffenkrieg ein. Er ergreift Partei für den dortigen Schulrektor Josias Seidelius gegen Superintendent Cölius. Georg muss auf sein Pamphlet hin flüchten. Zum Glück trägt er ein Empfehlungsschreiben an den Herrn Wiegand, Prediger zu St. Ulrich in Magdeburg, in der Tasche. Von Magdeburg aus geht Georg 1560 nach Wittenberg und wird nach Abschluss seiner Studien 1563 als Rektor der evangelischen Schule St. Johannes nach Halberstadt berufen. 1565 begibt sich Georg erneut nach Wittenberg. Er will Magister werden. 1567 ist es so weit. Georg wird zum Magister der Philosophia promoviert. Bereits während der Wittenberger Jahre beginnt Georg mit der Übertragung des „Froschmäusekrieges“ ins Deutsche.
Das Wanderleben hat ein Ende, als ihn Dr. Franziskus Pfeil im selben Jahr als Prorektor in der Magdeburger Stadtschule aufnimmt. Am Tisch seines Rektors lernt er dessen Tochter Euphemia kennen. Das Paar heiratet am 20. September 1568. Die Frau stirbt 1580, nachdem sie sechs Kinder geboren hat. Nur ein Mädchen und ein Junge überleben den Vater. Seine zweite Frau, Magdalena Kindelbruck, holt Georg aus dem Kloster Isenhagen. Am 5. Februar 1581 heiratet er Magdalena, die Tochter eines Soldaten aus der Gegend östlich von Metz. Die zweite Frau schenkt ihm sechs Kinder. Vier davon bleiben am Leben. Einer ist Gabriel – später Dichter wie der Vater. „Wer hat jemals einen Dichter begraben?“ fragt der Erzähler und übertrifft damit eines der Trostworte des Leichenpredigers Aaron Burckhart an die Trauergemeinde: „Er ist nun fröhlich, sein Mund ist voll Lachens und ist voll großer Freude wie ein Träumender.“

## Zitat
Prediger Aaron Burckhart sagt über Georg Rollenhagen: „Ein ansehnlicher Mann war er von Leib und Person, wußte cum autoritate und gravitate zu reden, wußte auch wohl seine Autorität mit Ernst zu erhalten. Hatte ein herrlich geschwind ingenium, war ein feiner theologus,...“

## Ausgaben

### Erstausgabe
- Ferne Stimmen. Erzählungen von Wilhelm Raabe 306 Seiten. Otto Janke, Berlin 1873 (enthält: Die schwarze Galeere. Eine Grabrede aus dem Jahre 1609. Das letzte Recht. Holunderblüte)

### Verwendete Ausgabe
- Eine Grabrede aus dem Jahre 1609. S. 59–83. Mit einem Anhang, verfasst von Hans Oppermann, S. 430–437 in Karl Hoppe (Bearb.), Hans Oppermann (Bearb.), Hans Plischke (Bearb.): Erzählungen. Das letzte Recht. Eine Grabrede aus dem Jahre 1609. Holunderblüte. Die Hämelschen Kinder. Else von der Tanne. Keltische Knochen. Drei Federn.  Vandenhoeck & Ruprecht, Göttingen 1974. Bd. 9.1 (2. Aufl., besorgt von Karl Hoppe und Rosemarie Schillemeit), ISBN 3-525-20118-4 in Hoppe (Hrsg.), Jost Schillemeit (Hrsg.), Hans Oppermann (Hrsg.), Kurt Schreinert (Hrsg.): Wilhelm Raabe. Sämtliche Werke. Braunschweiger Ausgabe. 24 Bde.

## Anmerkung
1. ↑  
28. Mai 1609